# Toby Kimball
Thomas Kimball, detto Toby (Framingham, 7 settembre 1942 – La Jolla, 2 maggio 2017), è stato un cestista statunitense, professionista in Italia e nella NBA.

## Carriera
Kimball venne ingaggiato dalla Ignis Varese come straniero di campionato, nel 1965, primo anno in cui la federazione concesse l'utilizzo di cestisti non italiani in campo. Giunse in prestito dal Boston Celtics, dove era stato terza scelta ai draft. Al termine della stagione, in cui si aggiudicò la Coppa Intercontinentale, rientrò in patria per poi essere richiamato l'anno successivo. L'accordo con la società varesina non venne però raggiunto a causa di forti contrasti tra la moglie dell'atleta e il presidente Giovanni Borghi.

## Palmarès
- Coppa Intercontinentale: 1

Pall.Varese: 1966